# Meizu MX4
Meizu MX4 — смартфон компанії Meizu, працює на базі ОС Android 4.4.2 Kit Kat. Випущений 20 вересня 2014 року в Китаї і 22 вересня в Гонконзі.

## Сприйняття
На виставці Tech in Asia, Стівен Міллвард сказав: 

## Характеристики
- 5.36" 1152 x 1920px IPS LCD дисплей із роздільною здатністю 418ppi;
- Flyme OS 4 на базі Android 4.4.2;
- Чипсет MediaTek MT6595 із підтримкою восьми ядер, чотири-ядерний 2.2 GHz Cortex-A17 & чотири-ядерний 1.7 GHz Cortex-A7, 2GB RAM;
- Камера Sony 20.7 Мп із двоспалаховим LED-спалахом, запис відео 2160p @30fps;
- 2Мп фронтальна камера із записом відео 1080p @30fps;
- 16GB або 32GB вбудованої пам’яті;
- Активний відсіювач шумів у мікрофоні;
- 802.11ac Wi Fi;
- акумулятор на 3,100mAh;
- блокування/розблокування екрану навіть без торкання клопки живлення;
- Тонкі бічні рамки (фальш-панелі) з великим співвідношенням ширини телефона до рамок.